# Ludányhalászi
Ludányhalászi è un comune dell'Ungheria di 1.635 abitanti (dati 2001). È situato nella contea di Nógrád.